# La Barthe-de-Neste

La Barthe-de-Neste este o comună în departamentul Hautes-Pyrénées din sudul Franței. În 2009 avea o populație de 1.167 de locuitori.

## Evoluția populației
| An        | 1975  | 1982  | 1990  | 1999  | 2006  | 2009  |
| --------- | ----- | ----- | ----- | ----- | ----- | ----- |
| Populație | 1.364 | 1.137 | 1.086 | 1.056 | 1.155 | 1.167 |